# John Hastings, 3. Earl of Pembroke
John Hastings, 3. Earl of Pembroke (* 11. November 1372; † 30. oder 31. Dezember 1389 in Woodstock, Oxfordshire) war ein englischer Adliger. Er war der Sohn von John Hastings, 2. Earl of Pembroke, und Anne, 2. Baroness Manny, Tochter und Erbin von Walter Mauny, 1. Baron Mauny.

## Leben
John Hastings wurde als einziger Sohn und Erbe von John Hastings, 2. Earl of Pembroke am 11. November 1372 geboren, im selben Jahr, in dem sein Vater in der Seeschlacht von La Rochelle gefangen genommen wurde. Als dieser am 16. April 1375 auf dem Rückweg aus der Gefangenschaft starb, erhielt John dessen Titel als Earl of Pembroke, Baron Hastings und Lord Abergavenny. Außerdem benennt man ihn im selben Jahr zusammen mit William Zouche zum Erben von William de Cantilupe, dem Sohn von Nicholas Cantilupe, 3. Baron Cantilupe.

Wappen der Earls of Pembroke, vierter Verleihung

Mit der gemeinsamen Vormundschaft über den erst vierjährigen Earl of Pembroke und dessen Besitzungen wurde am 22. Januar 1376 seine Mutter Anne, 2. Baroness Manny, und seine Großmutter Margaret Brotherton, Duchess of Norfolk, betraut. Nach dem Tod seiner Mutter am 3. April 1384 ererbte er zusätzlich den Titel eines Baron Mauny und wurde für die folgenden fünf Jahre in die Obhut seiner Großmutter gegeben.
Wahrscheinlich bereits im Jahr 1376 vereinbarte man mit John of Gaunt, 1. Duke of Lancaster, eine zukünftige Verbindung mit dem Haus Lancaster, woraufhin schließlich am 24. Juni 1380 auf Kenilworth Castle in Warwickshire die Heirat zwischen dem Earl of Pembroke und Elizabeth Plantagenet, einer Tochter von John of Gaunt mit seiner ersten Frau Blanche of Lancaster geschlossen wurde. Die Ehe hielt allerdings nicht lange und wurde nach dem 24. September 1383, noch bevor John alt genug war sie zu vollziehen, annulliert. Wahrscheinlich um das Jahr 1385 kam es erneut zu einer Heirat, diesmal mit Philippa, der Tochter von Edmund Mortimer, 3. Earl of March, und Philippa Plantagenet, 5. Countess of Ulster, Tochter und Erbin von Lionel of Antwerp, 1. Duke of Clarence.
Im Alter von neun Jahren wurde der Earl of Pembroke am 15. August 1381 von Richard II. zum Ritter geschlagen. Des Weiteren wurde er – ebenfalls noch unmündig – am 26. April 1385 zum Chief Commissioner of Array for Suffolk und am 5. Mai 1387 zum Steward of Bury St. Edmunds ernannt. Er starb am 30. oder 31. Dezember 1389 mit 17 Jahren an Verwundungen, die er sich bei einem Turnierunfall in Woodstock zuzog, wo der Königshof sich in diesem Jahr während der Weihnachtsfeierlichkeiten aufhielt. In der Historia Vitae et Regni Ricardi Secundi wird beschrieben, dass sowohl das gemeine Volk, als auch der Adel um ihn trauerte: „For he was generous, courteous to all, humble and kind beyond all the young lords of his age in the kingdom.“ („Denn er war großzügig, zu jedermann zuvorkommend, demütiger und liebenswürdiger als all die anderen jungen Adeligen seines Alters im Königreich.“)
John Hastings wurde in der Dominikanerkirche in Hereford neben seinem Vater zur Ruhe gebettet. Die Franziskaner von London behaupteten allerdings, dass der Earl laut seinem Testament in ihrer Kirche bestattet werden sollte. Nach längeren Streitigkeiten ordnete der König die Umbettung des Leichnams in den Chor der Franziskanerkirche etwa im März des Jahres 1391 oder 1392 an. John Hastings hinterließ keine Erben und mit seinem Tod fiel die Earlswürde zurück an die Krone, während die Baronie Hastings ruhte und die Baronie Manny erlosch. Die Honour und Lordship von Avergavenny gingen an seinen Großcousin William Beauchamp, der dann im Jahr 1392 als 1. Baron Bergavenny verzeichnet ist.